# No Prayer for the Dying
No Prayer for the Dying är det åttonde studioalbumet av det engelska heavy metal-bandet Iron Maiden. Det släpptes den 1 oktober 1990.

## Låtlista
1. Tailgunner (Dickinson/Harris) 4:15
2. Holy Smoke (Dickinson/Harris) 3:49
3. No Prayer for the Dying (Harris) 4:23
4. Public Enema Number One (Dickinson/Murray) 4:13
5. Fates Warning (Harris/Murray) 4:12
6. The Assassin (Harris) 4:35
7. Run Silent Run Deep (Dickinson/Harris) 4:35
8. Hooks in You (Dickinson/Smith) 4:08
9. Bring Your Daughter...To the Slaughter (Dickinson) 4:45
10. Mother Russia (Harris) 5:42

## Banduppsättning
- Steve Harris – bas
- Dave Murray – gitarr
- Bruce Dickinson – sång
- Nicko McBrain – trummor
- Janick Gers – gitarr

## No Prayer for the Dying

### Ny gitarrist
No Prayer for the Dying skulle frångå den progressiva stil med inslag av synthesizers och keyboard som karaktäriserat bandets senaste album Somewhere in Time (1986) och Seventh Son of a Seventh Son (1988). Istället ville bandet gå mot en mer nerskalad och direkt rock som skulle påminna om deras tidiga album som Killers. Adrian Smith ansåg att det var fel utveckling och valde att lämna bandet under låtskrivarfasen. Smith ersattes av Janick Gers som under 1989-1990 ingått i Bruce Dickinsons soloband för Tattooed Millionaire. Albumet markerar därmed det första medlemsbytet sedan 1982.

### Inspelning
Utifrån idén att göra en mer nerskalad produktion valde bandet att använda The Rolling Stones mobila studio och spelade under sommaren 1990 in albumet i en lada på Steve Harris tomt i Essex. Det blev därmed deras första albuminspelning i hemlandet sedan The Number of the Beast (1982). Producent var Martin Birch som hade producerat samtliga av bandets album sedan Killers (1981). De enstaka inslag av synthljud som förekommer på albumet spelas av Michael Kenney, som skött keyboarden live under Seventh Son-turnén.
Det är det enda Iron Maiden-album där ingen låt överstiger sex minuter, och för den mer råa rockstilen anlade Bruce Dickinson en raspigare sångstil. Textmässigt märktes ett större fokus på samtidsförankrad samhällskritik.

### Låtdetaljer
Öppningsspåret Tailgunner följer i bandets tradition av krigsteman och handlar i likhet med Aces High om en stridspilot under andra världskriget. Bruce Dickinson tog titeln från en porrfilm, men texten handlar om de allierades terrorbombning av Dresden och skillnaden mellan bombning och flygstrider man-mot-man, samtidigt som den gör en jämförelse med nutidens krigföring.
Holy Smoke handlar om skenheliga och giriga präster i USA och refererar till skandaler kring amerikanska tv-predikanter som exempelvis Jimmy Swaggart i slutet av 1980-talet. Public Enema Number One är en ordlek med uttrycken public enemy (samhällets fiende) och enema (lavemang), och texten kritiserar girighet bland politiker och media.
Run Silent Run Deep har samma stil och tema som Dickinsons sololåt Dive! Dive! Dive! från Tattooed Millionaire och handlar om ubåtskrig under andra världskriget. Titeln är tagen från en roman av Edward L Beach. Enligt Dickinson skrevs en version av låten redan till Somewhere in Time men ratades, och endast texten sparades till denna version.
Hooks In You blev Adrian Smiths sista låtbidrag till bandet innan återföreningen med Brave New World. Låten kan tolkas som en fortsättning på berättelsen om Charlotte the Harlot som började i låten med samma namn och fortsatte i 22 Acacia Avenue. Enligt Dickinson kom idén till texten när han gick på en husvisning tillsammans med sin fru. Huset ägdes av tre homosexuella män, varav en var öppet intresserad av sadomasochism, och i ett av sovrummen hängde industrikrokar som Dickinson tolkade som sexleksaker.
Bring Your Daughter... To the Slaughter spelades ursprungligen in 1989 av Dickinsons soloband för soundtracket till skräckfilmen Terror på Elm Street 5 – The Dream Child. Texten är Dickinsons egen tolkning av filmserien och det underliggande tema han såg av rädsla kring tonårssexualitet och menstruation. Eftersom Harris tyckte att låten skulle passa perfekt för Iron Maiden utelämnades den från Dickinsons soloalbum och gjordes istället i en ny version av Maiden.
Albumets avslutningslåt Mother Russia handlar om den samtida kollapsen av Sovjetunionen och har albumets mest tydliga inslag av synthar.

### Omslaget
Albumomslaget gjordes av Derek Riggs och finns i två versioner. Originalet från 1990 visar hur bandmaskoten Eddie bryter sig ut ur en grav och griper en gravplundrare om halsen. Gravplundraren är tänkt att likna bandets manager Rod Smallwood. På CD-versionen från 1998 är omslaget digitalt omarbetat av Riggs, efter Smallwoods önskemål, och gravplundraren borttagen. Originalet syns istället på själva cd-skivan. Till versionen från 1998 har Riggs även lagt till en inskription på minnestavlan bredvid graven, med texten "After the Daylight, The Night of Pain, That is not Dead, Which Can Rise Again...". Till originalversionen var det tänkt att bandet själva skulle ha hittat på något till minnestavlan, men den förblev tom. Det är versionen från 1998 som visas på streamingtjänster.
Omslaget bryter med kontinuiteten i Eddies utveckling på tidigare omslag, eftersom han inte bär några spår av sin lobotomi från Piece of Mind eller sina cyborg-delar från Somewhere in Time.
Det finns även en bildskiva med Eddie som Tailgunner i ett stridsplan med en fyrpipig kulspruta på A-sidan, och originalomslaget på B-sidan.

### Singlar
Holy Smoke - Utgiven den 10 september 1990. Nådde plats tre på brittiska singellistan. Ursprungligen skulle Hooks In You vara förstasingeln, men Holy Smoke valdes istället då bandet gjort en egen musikvideo till låten.
Bring Your Daughter...To the Slaughter - Utgiven den 24 november 1990. Nådde första plats på brittiska singellistan. Trots att BBC bannlyste låten från Radio 1 för dess våldsamma text och endast visade en nerkortad version av musikvideon på Top of the Pops blev det bandets första och hittills enda brittiska singeletta.
Tailgunner släpptes som musikvideo och promosingel.

## Mottagande
Albumet fick nådde plats 2 på Englandslistan och singeln Bring Your Daughter...To the Slaughter är den enda Iron Maiden-låt som toppat brittiska singellistan på plats 1. På den svenska albumlistan nådde albumet plats 6.

## Turné
Albumturnén kallades No Prayer on the Road och pågick mellan september 1990 och september 1991 med totalt 110 konserter. I stil med albumet och som en direkt motreaktion till Seventh Son-eran frångick scenproduktionen de storslagna 80-talsproduktionerna, och bandet uppträdde i jeans och läder istället för spandex.
Sju av albumets tio låtar har framförts live. De låtar som aldrig framförts live är Fates Warning, Run Silent Run Deep och Mother Russia.
Efter att Dickinson lämnade bandet 1993 framfördes inga av albumets låtar under turnéerna med Blaze Bayley. Sedan återföreningen med Dickinson har endast Bring Your Daughter... to the Slaughter spelats, och endast under turnén Give Me Ed Til I'm Dead sommaren 2003.